# Halle-Saale-Schleife
Halle-Saale-Schleife – nieistniejący już tymczasowy uliczny tor wyścigowy w Halle, funkcjonujący w latach 1950–1967. Na torze organizowano zawody pod nazwą Halle-Saale-Schleiferennen. Odbywały się na nim między innymi eliminacje mistrzostw Wschodnioniemieckiej Formuły 3.

## Historia
Gdy Halle było stolicą Saksonii-Anhalt, MSG Halle postanowiło zorganizować w tym mieście wyścig samochodowy. Tor wytyczono w zachodniej części miasta i miał on długość 5,2565 km. Za organizację odpowiadali dr Paul Bachan i Hubert Schmidt. Pierwszą edycję zorganizowano 25 czerwca 1950 roku w obecności 180 tysięcy widzów, a ścigały się wówczas m.in. motocykle, samochody sportowe i wyścigowe. W późniejszych latach tor zyskał partnerów promocyjnych w postaci zakładów chemicznych w Leunie i Schkopau. Wyścigi organizowano do 1967 roku, do końca rozgrywając zawody motocyklowe i wyścigi Formuły 3. W latach 1966–1967 ścigano się na krótszym torze, o długości 2,66 km.

## Zwycięzcy

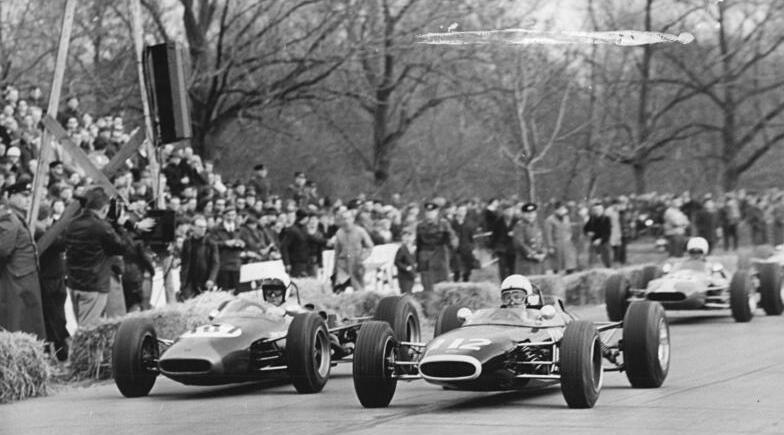
Wyścig Halle-Saale-Schleiferennen w 1967 roku

Na różowym tle zaznaczono eliminacje nieoficjalne.
| Rok  | Zwycięzca            | Samochód     | Seria          | Źródło      |
| ---- | -------------------- | ------------ | -------------- | ----------- |
| 1950 | Paul Greifzu         | BMW Eigenbau | Formuła 2      | [ 2 ]       |
| 1951 | Rudolf Krause        | BMW Eigenbau | Formuła 2      | [ 3 ] [ 4 ] |
| 1951 | Karl-August Bergmann | Grün KB      | Formuła 3      | [ 3 ] [ 4 ] |
| 1951 | Paul Greifzu         | BMW Eigenbau | Formuła 2      | [ 5 ]       |
| 1952 | Edgar Barth          | IFA-DAMW     | Formuła 2      | [ 6 ]       |
| 1952 | Hellmut Deutz        | Scampolo 501 | Formuła 3      | [ 6 ]       |
| 1952 | Kurt Kuhnke          | Cooper T11   | Formuła 3      | [ 7 ]       |
| 1953 | Edgar Barth          | EMW 52/53    | Formuła 2      | [ 8 ] [ 9 ] |
| 1953 | Gerhard Zschoche     | Grün/8       | Formuła 3      | [ 8 ] [ 9 ] |
| 1953 | Kurt Kuhnke          | Cooper T11   | Formuła 3      | [ 10 ]      |
| 1954 | Rudolf Krause        | BMW Greifzu  | Formuła 2      | [ 11 ]      |
| 1954 | Theo Helfrich        | Cooper T31   | Formuła 3      | [ 11 ]      |
| 1955 | Kurt Ahrens sr.      | Cooper T36   | Formuła 3      | [ 12 ]      |
| 1956 | Kurt Ahrens sr.      | Cooper T42   | Formuła 3      | [ 13 ]      |
| 1957 | Kurt Kuhnke          | Cooper T26   | Formuła 3      | [ 14 ]      |
| 1958 | Kurt Ahrens sr.      | Cooper T42   | Formuła 3      | [ 15 ]      |
| 1959 | Kurt Ahrens sr.      | Cooper T42   | Formuła 3      | [ 16 ]      |
| 1960 | Heinz Melkus         | Melkus 60    | Formuła Junior | [ 17 ]      |
| 1961 | Willy Lehmann        | Scampolo 502 | Formuła Junior | [ 18 ]      |
| 1961 | Jouko Nordell        | Cooper T52   | Formuła Junior | [ 18 ]      |
| 1962 | Willy Lehmann        | SEG I        | Formuła Junior | [ 19 ]      |
| 1962 | Silvio Moser         | Lotus 20     | Formuła Junior | [ 19 ]      |
| 1963 | Éric Offenstadt      | Lola Mk5A    | Formuła Junior | [ 20 ]      |
| 1963 | Hans Roediger        | Melkus 63    | Formuła Junior | [ 20 ]      |
| 1964 | Jacques Bernusset    | Cooper T72   | Formuła 3      | [ 21 ]      |
| 1965 | Jacques Bernusset    | Cooper T76   | Formuła 3      | [ 22 ]      |
| 1966 | Willy Lehmann        | SEG II       | Formuła 3      | [ 23 ]      |
| 1967 | Paul Deetens         | Brabham BT16 | Formuła 3      | [ 24 ]      |
| 1967 | Siegfried Scholz     | SEG II       | Formuła 3      | [ 24 ]      |